# Bat Jam
Bat Jam (hebrejsky  בַּת יָם‎, doslova „Dcera Moře“, v oficiálním přepisu do angličtiny Bat Yam) je město v Izraeli v Telavivském distriktu.

## Geografie
Leží v nadmořské výšce 20 metrů jižně od Tel Avivu v metropolitní oblasti Guš Dan, při pobřeží Středozemního moře. Leží v hustě osídlené oblasti, která je etnicky převážně židovská, pouze na severu leží město Jaffa, dnes součást Tel Avivu, kterou zčásti obývají izraelští Arabové.
Město je na dopravní síť napojeno pomocí četných komunikací v rámci aglomerace Tel Avivu, zejména dálnice číslo 20. Dálnici číslo 20 od roku 2011 sleduje i nová železniční trať Tel Aviv – Bnej Darom, na níž se nacházejí železniční stanice Bat Jam Joseftal a železniční stanice Bat Jam Komemijut.

## Dějiny

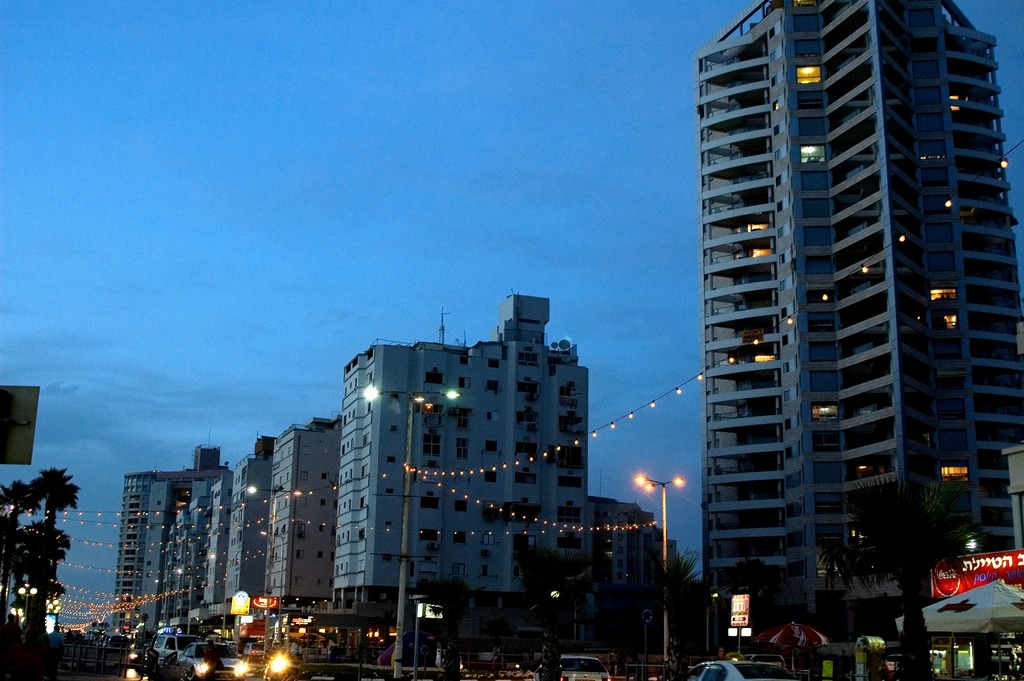
Město Bat Jam v noci

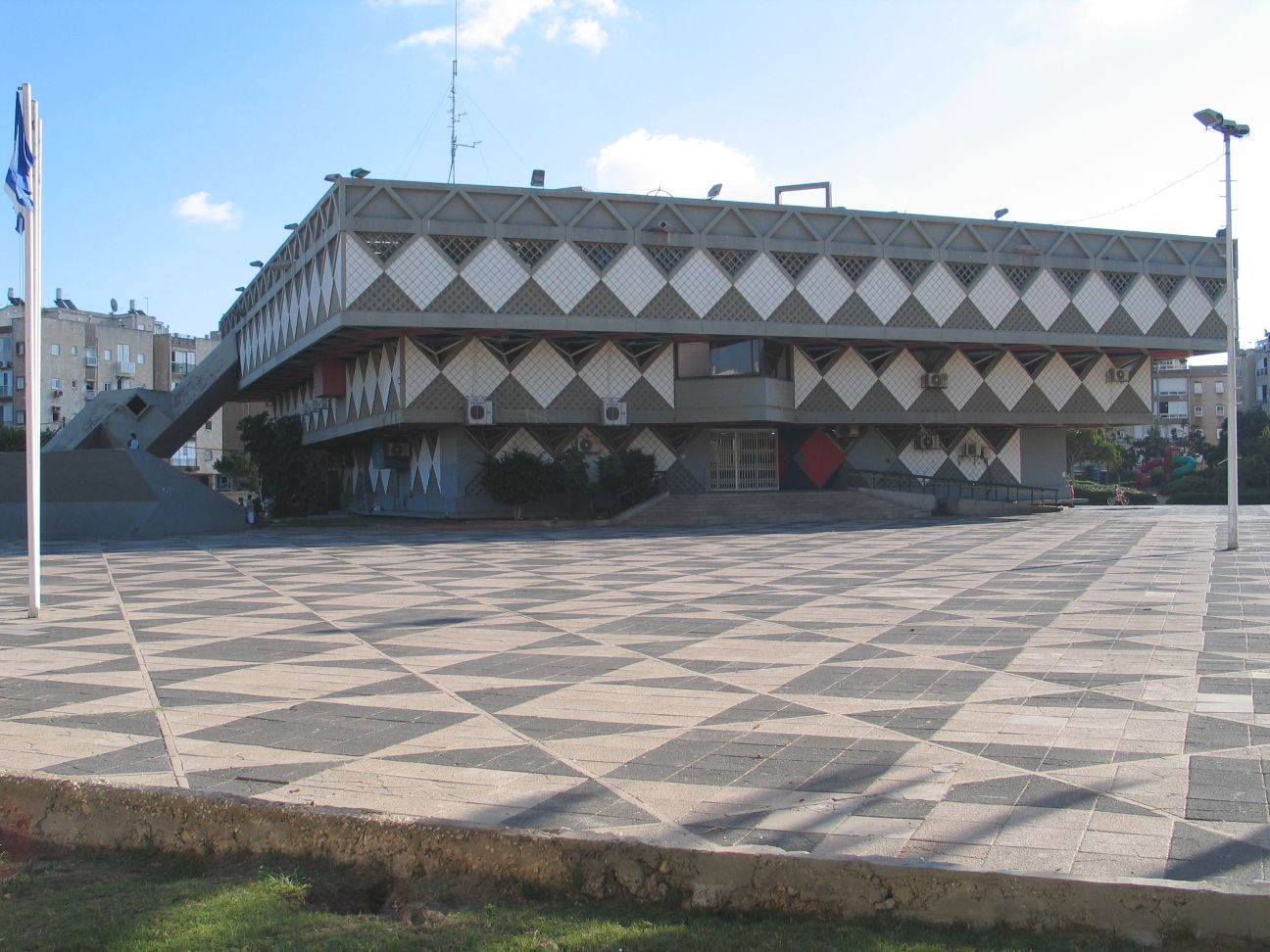
Budova radnice, navržená Alfredem Neumannem původem z Československa

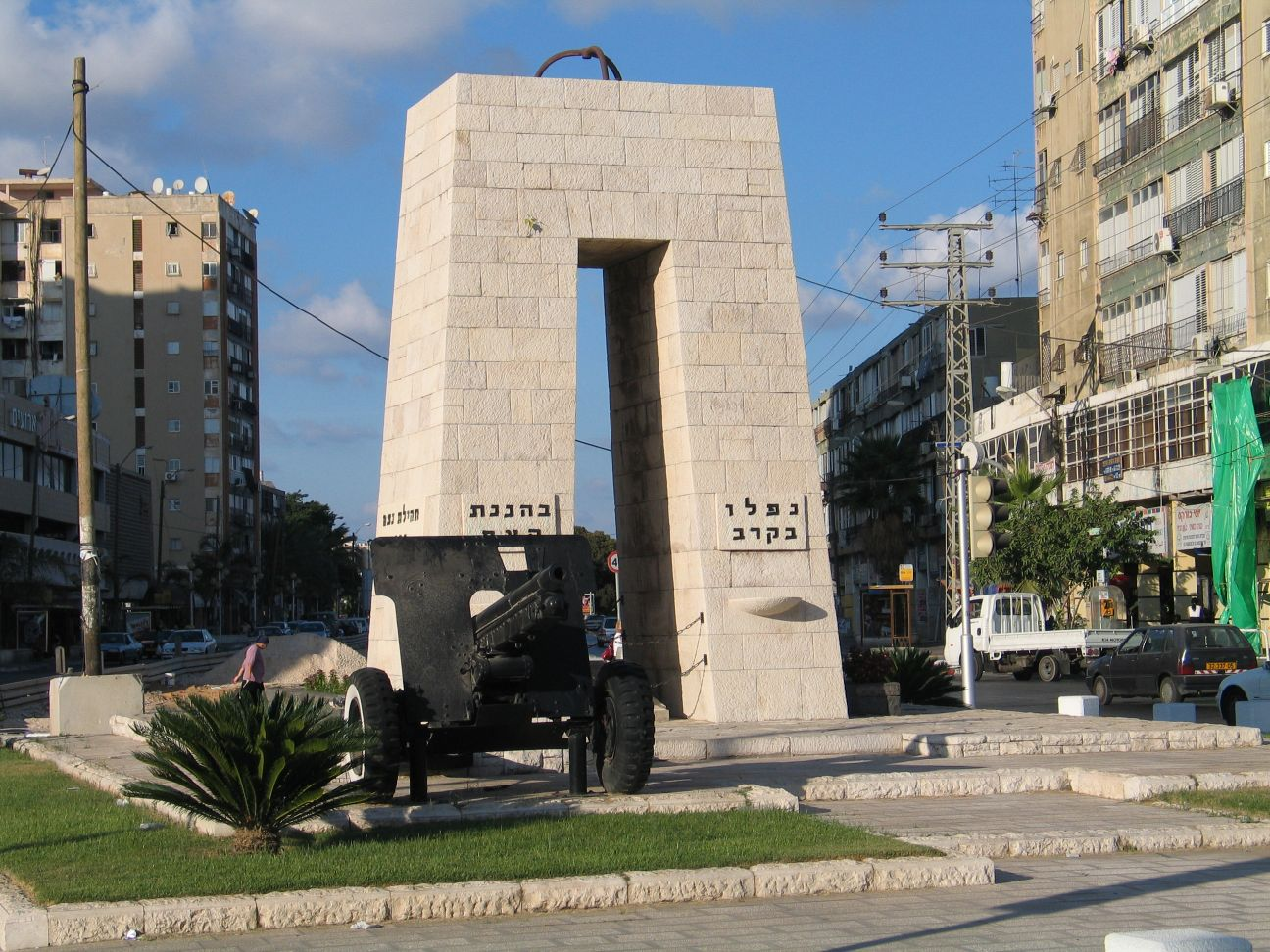
Náměstí obrany

### Rané dějiny
Město Bat Jam bylo založeno jako ortodoxní židovská osada roku 1926 pod názvem Bajit va-Gan (hebrejsky: בית וגן‎; „Dům a Zahrada“). Během arabských nepokojů v roce 1929 byl Bajit va-Gan pod soustavnými útoky arabských gangů ze sousední Jaffy a následně byl evakuován britskou správou před jeho znovuzaložením v roce 1930. V roce 1938 získalo město status místní rady (malého města) a v roce 1938 bylo přejmenováno na Bat Jam.

### Izraelská nezávislost
Poté, co byl 29. listopadu 1947 schválen plán OSN na rozdělení Palestiny vypuklo v zemi násilí a město se stalo cílem těžkých útoků z Jaffy, a to až do 13. května 1948, kdy Jaffa kapitulovala.
Během let následujících let po vyhlášení izraelské nezávislosti se vzhledem k masové židovské migraci dramaticky rozrůstalo a v roce 1958 získalo status města. S narůstajícím příchodem nových imigrantů se začaly objevovat první socioekonomické problémy. Relativně nízká cena nemovitostí a rozmach stavebnictví v 70. a 80. letech způsobil ještě větší příliv migrantů z nižší socioekonomické vrstvy a do města se přestěhovávali hlavně druhá a třetí generace potomků židovských imigrantů z arabských zemí. Kvůli tomu se začali vystěhovávat obyvatele střední třídy. Stěhovali se zejména do nových předměstí města Rišon le-Cijon, která se nacházela jižně od města Bat Jam.
Město rovněž získalo velkou židovskou komunitu z Turecka, a město tak v 90. letech 20. století navštívil turecký prezident Süleyman Demirel a premiérka Tansu Cillerová.

### Současné dějiny
Populační rozmach zažilo město Bat Jam znovu počátkem 90. let díky masové migraci Židů ze zemí bývalého Sovětské svazu, kteří si volili Bat Jam jako svůj nový domov především díky blízkosti průmyslových center země a relativně nízkým cenám nemovitostí. Příliv Židů z Ruska a následující finanční skandály z počátku 21. století přivedly město na pokraj bankrotu. Bat Jam se stal synonymem upadajícího města.
V roce 2003 byl zvolen nový starosta Šlomo Lachiani a město se pomalu začalo oživovat. Ve městě byla rovněž založena malá chasidská enkláva Bobover Chasidim, známá jako Kirjat Bobov.
Na jižním okraji města se rozkládá velký hřbitov ha-Darom otevřený v 60. letech 20. století, centrální pohřebiště pro jižní části aglomerace Tel Avivu.
Dne 14. června 2025 bylo město zasaženo během íránského raketového útoku na Izrael, nejméně šest lidí zemřelo.

## Cestovní ruch
Bat Jam, ležící při Středozemním moři, je oblíbené přímořské letovisko. Kromě toho má město několik muzeí, včetně Městského muzea „Ben Ari“, Rybackova muzea „Ryback“ s kolekcemi maleb Issachara Ber Rybacka. Nachází se zde také muzeum věnované památce jidiš autora Šaloma Aše, který posledních deset let svého života prožil v Bat Jam, a malé muzeum holocaustu.

## Demografie
Podle údajů z roku 2009 tvořili naprostou většinu obyvatel Židé – přibližně 110 900 osob (včetně statistické kategorie „ostatní“, která zahrnuje nearabské obyvatele židovského původu, ale bez formální příslušnosti k židovskému náboženství, přibližně 129 500 osob).
Jde o velkou obec městského typu s dlouhodobě stagnující populací. K 31. prosinci 2017 zde žilo 128 700 lidí.
| Rok  | Obyvatelé |
| ---- | --------- |
| 1948 | 2 325     |
| 1949 | 3 000     |
| 1950 | 5 460     |
| 1951 | 7 700     |
| 1952 | 10 000    |
| 1953 | 11 000    |
| 1954 | 14 300    |
| 1955 | 16 000    |
| 1956 | 17 600    |
| 1957 | 20 500    |
| 1958 | 22 800    |
| 1959 | 25 000    |
| 1960 | 29 500    |
| 1961 | 35 000    |
| 1962 | 39 100    |
| 1963 | 43 300    |
| 1964 | 48 300    |
| 1965 | 53 100    |
| 1966 | 58 300    |
| 1967 | 62 000    |
| 1968 | 68 900    |
| 1969 | 76 600    |
| 1970 | 83 500    |
| 1971 | 90 700    |
| 1972 | 99 800    |
| 1973 | 110 800   |
| 1974 | 114 600   |
| 1975 | 118 100   |
| 1976 | 121 400   |
| 1977 | 124 100   |
| 1978 | 126 900   |
| 1979 | 130 100   |
| 1980 | 132 100   |
| 1981 | 132 800   |
| 1982 | 134 500   |
| 1983 | 128 700   |
| 1984 | 131 200   |
| 1985 | 131 200   |
| 1986 | 132 000   |
| 1987 | 132 800   |
| 1988 | 133 100   |
| 1989 | 133 200   |
| 1990 | 141 300   |
| 1991 | 146 400   |
| 1992 | 145 300   |
| 1993 | 143 200   |
| 1994 | 142 300   |
| 1995 | 138 546   |
| 1996 | 138 419   |
| 1997 | 137 393   |
| 1998 | 136 951   |
| 1999 | 137 300   |
| 2000 | 136 980   |
| 2001 | 135 522   |
| 2002 | 133 900   |
| 2003 | 131 900   |
| 2004 | 130 400   |
| 2005 | 129 700   |
| 2006 | 129 400   |
| 2007 | 129 100   |
| 2008 | 130 300   |
| 2009 | 130 000   |
| 2010 | 130 400   |
| 2011 | 128 200   |
| 2012 | 129 400   |
| 2013 | 128 900   |
| 2014 | 128 500   |
| 2015 | 128 900   |
| 2016 | 128 900   |
| 2017 | 128 700   |
| 2018 | 128 800   |

## Partnerská města
- Kragujevac, Srbsko
- Neukölln, Německo
- Livorno, Itálie
- Antalya, Turecko
- Kutno, Polsko
- Villeurbanne, Francie
- Valparaíso, Chile
- Aurich, Německo